# 1263
El 1263 (MCCLXIII) fou un any comú començat en dilluns del calendari julià.

## Esdeveniments
- Barcelona: Jaume el Conqueridor, organitza un dels millors debats religiosos entre cristians i jueus de l'Europa del segle xiii.[1][2][3]